# Rio Drăgan (Criş)
O Rio Drăgan é um rio da Romênia, afluente do Crişul Repede, localizado no distrito de Bihor e Cluj.